# Jan Szczepański
Jan Szczepański (20 de novembro de 1939 – 15 de janeiro de 2017) foi um boxeador polonês, campeão olímpico.

## Carreira
Szczepański conquistou a medalha de ouro nos Jogos Olímpicos de Verão de 1972 em Munique, após derrotar o húngaro László Orbán na categoria peso leve e consagrar-se campeão.